# يوشيوكي موريشيتا
يوشيوكي موريشيتا (باليابانية: 森下能幸) هو ممثل ياباني، ولد في 4 ديسمبر 1962 بطوكيو في اليابان.

## أعمال

### أفلام
- (2000) بيرثداي
- (2002) الحقد

## وصلات خارجية
- يوشيوكي موريشيتا على موقع IMDb (الإنجليزية)
- يوشيوكي موريشيتا على موقع ألو سيني (الفرنسية)
- يوشيوكي موريشيتا على موقع أول موفي (الإنجليزية)
- يوشيوكي موريشيتا على موقع قاعدة بيانات الأفلام السويدية (السويدية)
- يوشيوكي موريشيتا على موقع قاعدة بيانات الفيلم (الإنجليزية)
- يوشيوكي موريشيتا على موقع كينوبويسك (الروسية)